# BP National Championships
BP National Championships (Nya Zeeland) var en manlig professionell tävling anordnad av ATP. Tävlingen var en förtävling till Australian Open.
BP National Championships anordnades fem gånger, mellan 1988 och 1992.

## Finaler

### Herrsingel
| År   | Vinnare          | Land        | Finalist         | Land          | Resultat                |
| 1988 | Ramesh Krishnan  | Indien      | Andrei Chesnokov | Sovjetunionen | 6-7, 6-0, 6-4, 6-3      |
| 1989 | Kelly Evernden   | Nya Zeeland | Shūzō Matsuoka   | Japan         | 7-5, 6-1, 6-4           |
| 1990 | Emilio Sánchez   | Spanien     | Richey Reneberg  | USA           | 6-7, 6-4, 4-6, 6-4, 6-1 |
| 1991 | Richard Fromberg | Australien  | Lars Jönsson     | Sverige       | 6-1, 6-4, 6-4           |
| 1992 | Jeff Tarango     | USA         | Aleksandr Volkov | Ryssland      | 6-1, 6-0, 6-3           |

### Herrdubbel
| År   | Vinnare                                                   | Finalister                                            | Resultat      |
| ---- | --------------------------------------------------------- | ----------------------------------------------------- | ------------- |
| 1988 | Dan Goldie Rick Leach                                     | Broderick Dyke Glenn Michibata                        | 6–2, 6–3      |
| 1989 | Peter Doohan Laurie Warder                                | Rill Baxter Glenn Michibata                           | 3–6, 6–2, 6–3 |
| 1990 | Kelly Evernden Nicolás Pereira                            | Sergio Casal Emilio Sánchez                           | 6–4, 7–6      |
| 1991 | Mall:Landsdata Brasilien 1968 Luiz Mattar Nicolás Pereira | John Letts Mall:Landsdata Brasilien 1968 Jaime Oncins | 4–6, 7–6, 6–2 |
| 1992 | Jared Palmer Jonathan Stark                               | Michiel Schapers Daniel Vacek                         | 6–3, 6–3      |